# Carex caudispicata
Espèce
Classification phylogénétique
Carex caudispicata est une espèce des plantes du genre Carex et de la famille des Cyperaceae.